# Sapore (singolo)
Sapore è un singolo del rapper italiano Fedez, pubblicato il 26 novembre 2021 come settimo estratto dal sesto album in studio Disumano.

## Descrizione
Prodotto da D.whale, il brano ha visto la partecipazione vocale del rapper Tedua, segnando la seconda collaborazione tra i due artisti dopo il singolo Che cazzo ridi del 2019. Il testo racconta di una relazione complicata in cui però è impossibile allontanarsi.
Il 5 agosto 2022 è stata resa disponibile una versione remixata dal DJ producer canadese Dzeko.

## Tracce
Crediti riportati sul sito della SIAE.
Testi di Jacopo Matteo Luca D'Amico, Federico Leonardo Lucia, Paolo Antonacci e Mario Molinari, musiche di Davide Simonetta, Mario Molinari, Jacopo Matteo Luca D'Amico e Paolo Antonacci.
1. Sapore (feat. Tedua) (Dzeko RMX) – 3:12

## Classifiche

### Classifiche settimanali
| Classifica (2021) | Posizione massima |
| ----------------- | ----------------- |
| Italia            | 2                 |

### Classifiche di fine anno
| Classifica (2022) | Posizione |
| ----------------- | --------- |
| Italia            | 55        |